# Erwin Helmchen
Erwin Helmchen (Cottbus, 10 maggio 1907 – Kiel, 8 giugno 1981) è stato un calciatore tedesco, di ruolo attaccante.
In carriera mise a segno 631 reti (615 nei campionati e 16 in Coppa di Germania). La fondazione che si occupa di statistiche relative al calcio RSSSF nel 2021 ha rivisto le classifiche relative ai più prolifici calciatori della storia, issandolo al primo posto assoluto con oltre 982 gol. Questa notizia è poi stata riportata anche su Sports Illustrated.

## Biografia
Helmchen passò la gioventù e gran parte della propria carriera calcistica in Sassonia, mentre visse con sua moglie Erna dai 45 anni fino alla morte a Kiel nello Schleswig-Holstein, dove è sepolto.
In vita espresse la volontà di riposare sotto il campo dello Stadion an der Gellertstraße di Chemnitz, cosa che fu rispettata simbolicamente l'8 settembre 2001: alcuni tifosi del fanclub "Clubsurfer" dello Chemnitz FC lanciarono la campagna Rasen für Erwin (tradotto: "Prato per Erwin"), in virtù della quale fu presa una zolla del manto erboso e posata sulla tomba del calciatore.

## Carriera

### Club
Erwin Helmchen iniziò la carriera a 17 anni nel FV Brandenburg Cottbus, squadra della sua città natale, che militava nel girone regionale di sud-est (ted. Südostdeutsche Fußball Meisterschaft), uno dei sette tornei in cui era suddiviso il campionato tedesco di calcio. Nonostante le ottime capacità realizzative del giovanissimo Erwin, l'undici prussiano non si qualificò mai alla Verbandsliga, la fase finale della massima competizione nazionale.
Nel 1928 si trasferì al PSV Chemnitz, dove andò in rete 213 volte nelle prime 5 stagioni. La migliore annata per l'attaccante fu nel 1931-1932, quando segnò 51 gol e il suo club si classificò primo in Gauliga Sachsen; tuttavia i sassoni vennero eliminati dalla Verbandsliga ai quarti di finale dai futuri campioni del Bayern Monaco. Nel 1933 le divisioni regionali mutarono nelle Gauligen. Helmchen continuò a segnare a ripetizione e contribuì a raggiungere nuovamente le fasi finali del campionato nazionale, ma ancora una volta la squadra fu estromessa dopo il primo incontro. Successivamente il PSV Chemnitz riuscì ad imporsi in due edizioni consecutive della Gauliga Sachsen trascinato dal suo bomber, ma non arrivò mai all'atto conclusivo del torneo interregionale: nel 1935 fu sconfitto in semifinale (non bastarono le 44 marcature stagionali di Helmchen), invece nel 1936 il PSV uscì al girone eliminatorio (nonostante questo, il cannoniere si dimostrò il miglior marcatore del torneo con 10 centri). Da quel momento fino allo scoppio della Seconda guerra mondiale, la compagine bianco-verde non ripeté le recenti ottime prestazioni ed Helmchen, divenuto capitano, dovette disputare anche un campionato cadetto prima di tornare in prima divisione nel 1940-1941. Con il PSV prese parte anche ad alcune partite di Tschammerpokal, segnando 6 volte sia nel 1936, sia nel 1937, per un totale di 16 centri in tale competizione.
Al termine del conflitto bellico, ormai trentottenne, Helmchen cambiò casacca e si unì ai rivali cittadini del Chemnitz Nord, inseriti in Bezirksliga, terza divisione della DDR-Oberliga, vinta nel 1947.
 Il cannoniere decise di terminare la propria carriera in Germania Ovest, nel VfB Lübeck: tra il 1949 ed il 1951 realizzò altre 10 reti da giocatore-allenatore in prima e seconda divisione nella Oberliga Nord.

### Nazionale
Nonostante le prestazioni scintillanti di Helmchen, né Otto Nerz tantomeno Sepp Herberger puntarono su di lui. Quando fu selezionato per alcune amichevoli, non riuscì a mettere piede in campo: infatti il 24 maggio 1931 la Germania affrontò l'Austria (0-6 il risultato finale), ma il bomber, seppur convocato, non fu impiegato nell'arco dei novanta minuti. Nelle altre occasioni era sempre infortunato, oppure fuori forma e in un'occasione dette forfait poiché invitato ad un matrimonio.

### Selezione della Sassonia
Erwin Helmchen giocò un numero imprecisato di match con la rappresentativa calcistica della Sassonia all'epoca delle Gaue, segnando gol a grappoli - tra i 250 e i 350 - ma come per le selezioni militari o cittadine non si considerano ufficiali.

### Allenatore
Al tramonto della carriera calcistica vestì il ruolo di giocatore-allenatore per due anni al VfB Lübeck e in seguito si sedette sulla panchina del SV Friedrichsort, squadra di Kiel, città in cui si era trasferito.